# Lachesis stenophrys
Espèce
Synonymes
- Lachesis muta stenophrys Cope, 1876

Lachesis stenophrys est une espèce de serpents de la famille des Viperidae.

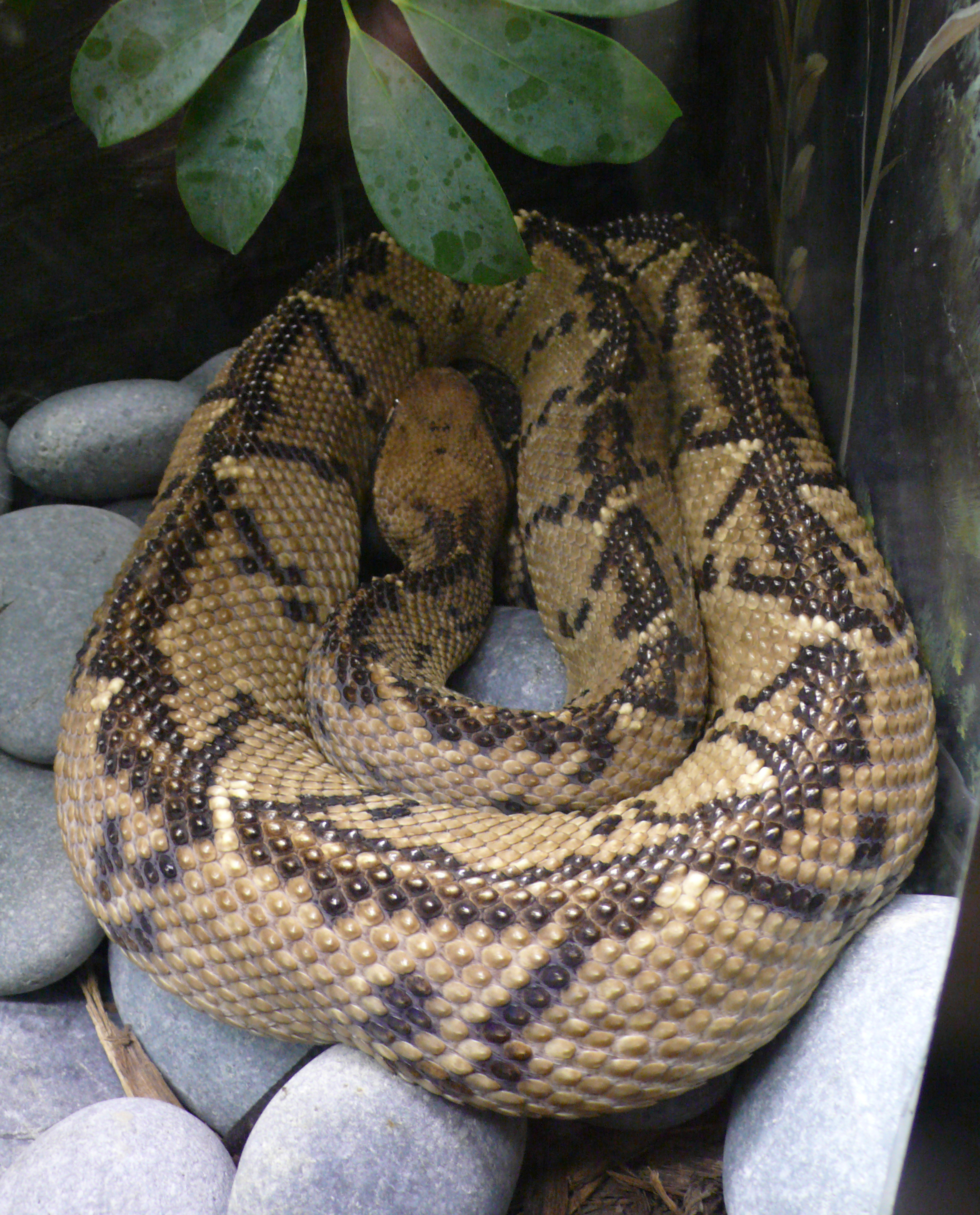

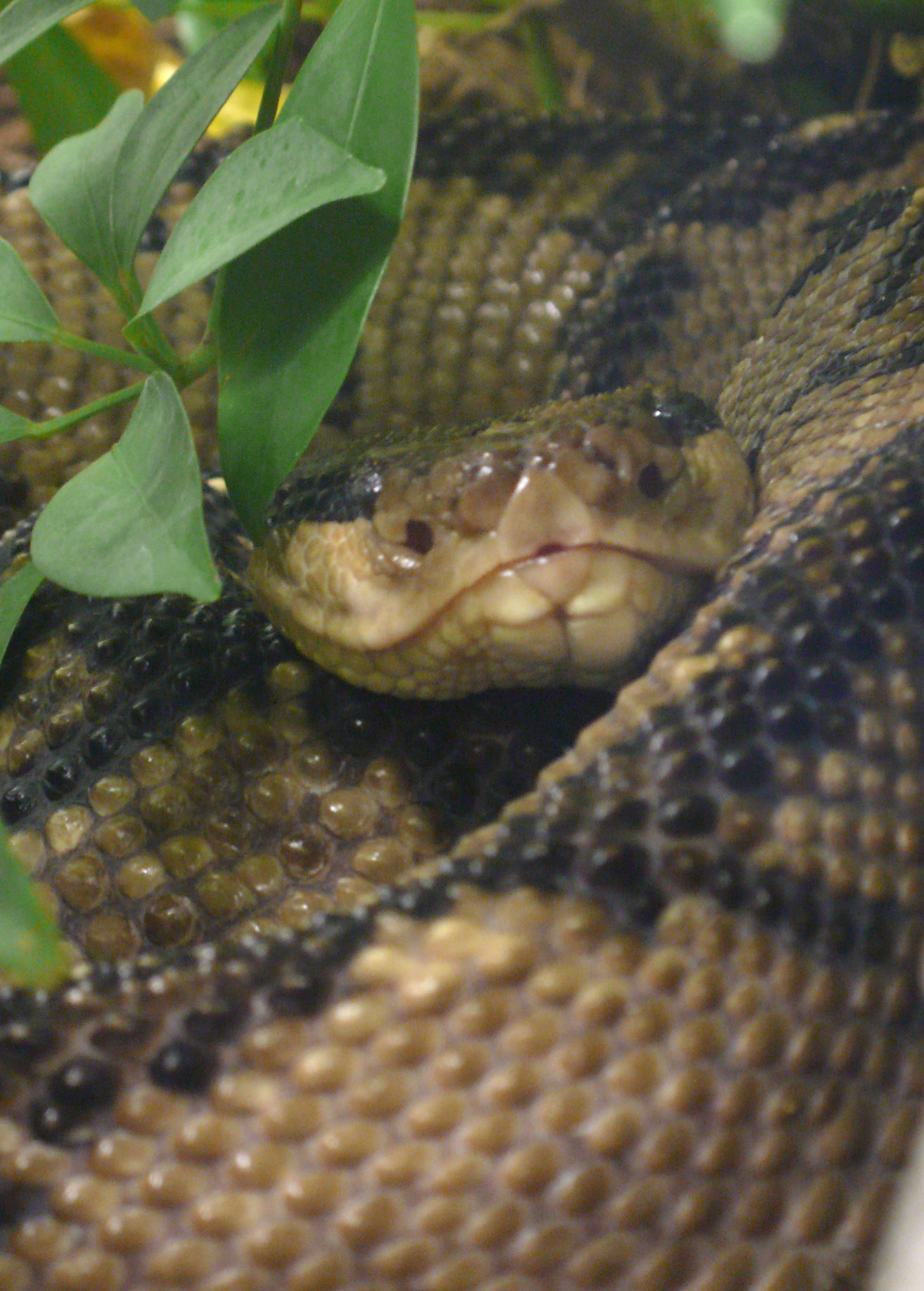

## Répartition
Cette espèce se rencontre au Panama, au Nicaragua et au Costa Rica.

## Description
C'est un serpent venimeux.

## Publication originale
- Cope, 1876 "1875" : On the Batrachia and Reptilia of Costa Rica : With notes on the herpetology and ichthyology of Nicaragua and Peru. Journal of the Academy of Natural Sciences of Philadelphia, ser. 2, vol. 8, p. 93–154 (texte intégral).